# Justicia Joven
Justicia Joven (en inglés: Young Justice) es un equipo ficticio de superhéroes de DC Comics formado por héroes adolescentes.
El equipo se formó en 1998 cuando el grupo de héroes adolescentes habitual de DC, los Jóvenes Titanes, se habían convertido en adultos y cambiaron su nombre a Titanes. Al igual que los Jóvenes Titanes originales, Justicia Joven se centró en tres héroes adolescentes previamente establecidos: Superboy (Kon-El), Robin (Tim Drake) y Kid Flash (Bart Allen), pero creció hasta abarcar a la mayoría de los héroes adolescentes del Universo DC.
En la miniserie de 2003 Titans / Young Justice: Graduation Day, ambos grupos se disolvieron y los miembros de cada uno formaron dos nuevos equipos de Jóvenes Titanes y Outsiders.
La serie fue revivida en 2019 bajo el sello Wonder Comics para lectores adolescentes, reuniendo a la mayoría del elenco principal original.

## Origen
Como parte del evento de quinta semana "Frenesí de mujeres", el grupo se formó en el especial Young Justice: The Secret escrito por Todd DeZago. Fue allí donde  conocieron a la misteriosa superheroína Secret. La siguiente ocasión en que aparecieron juntos fue en la miniserie de la Liga de la Justicia World Without Grown-Ups (Mundo sin adultos), también escrito por DeZago, en la que un ser mágico trasladaba a todos los adultos a un mundo paralelo. Aquí fue donde tropezaron por primera vez con la cueva de la Liga de la Justicia en Happy Harbor (llamada anteriormente "El Santuario Secreto").
Cuando el cómic mensual comenzó en septiembre de 1998, los tres héroes habían formado un club en la cueva. Sin embargo, en el primer número despertaron al superhéroe robot Tornado Rojo quien permaneció como personaje recurrente a lo largo de la serie, actuando como una especie de mentor. Desde el número 4 el grupo duplicó la cantidad de sus miembros con la incorporación de tres superheroínas: Wonder Girl, Secret y Arrowette.
La serie concluyó en el número 55, y para entonces sus miembros eran Superboy, Robin, Impulso, Wonder Girl, Lobito, Empress, Snapper Carr y Ray  junto con varios reservistas.
El grupo se disolvió durante la posterior miniserie The Titans/Young Justice: Graduation Day (Titanes/Justicia joven: Día de graduación). Robin, Superboy, Impulso y Wonder Girl pasaron a formar un nuevo grupo de Jóvenes Titanes, con la ayuda de los Titanes veteranos Raven, Starfire, Chico Bestia y Cyborg. Exmiembros de Justicia joven como Secret, Empress, Snapper, Ray y Arrowette se retiraron o pasaron a otros grupos.

## Historia (Vol 1)
Superboy, Robin e Impulso mientras investigan noticias sobre una evacuación, están rodeados por personal del Departamento de Operaciones Extranormales (DEO) y se les pide ayuda a regañadientes para contener una  entidad tóxica . El trío se las arregla para capturarlo, solo para aprender que es una chica joven que se había escapado del cautiverio. Para asegurar su libertad, falsifican su muerte, alegando que había sido atrapada en una explosión. Los tres más tarde se encuentran de nuevo cuando un ser mágico, al mando de un nuevo villano infantil, Bedlam , mueve a todos los adultos a un mundo alternativo. Rastrean al villano a la antigua sede de la Liga de la Justicia en Happy Harbor . Después de arreglárselas para frustrar el paraíso adolescente de Bedlam, los tres niños están de acuerdo en que son eficaces como equipo y deben unirse oficialmente como su propio grupo.
Los tres héroes eligen formar una casa club en la cueva. Sin embargo, sus travesuras despiertan al superhéroe androide Tornado Rojo de una inactividad autoimpuesta; Red Tornado permanecería como mentor en calidad de actuación y como acompañante del equipo fundador, sintiendo que su interacción con los adolescentes bulliciosos ayudaría a salvar lo que él sentía que quedaba de su humanidad.
A las cuatro más tarde se les unirían tres superhéroes adolescentes: la segunda Wonder Girl , Cassandra Sandsmark, luchando por dejar su marca como una seria luchadora contra el crimen; Secreto etéreo y misterioso ; y Arrowette  , Cissie King-Jones, tratando de humillar a su madre dominante y alejada, la Srta. Arrowette retirada, superando su propia breve carrera superheroica.
Robin, el severo y calculador, y el Superboy engreído y descarado, ocasionalmente compiten por el liderazgo; Robin es el que más se aplaza, aunque se burla rutinariamente de los demás por lo que consideran su naturaleza demasiado pragmática, al principio se niega a compartir su rostro o su verdadera identidad con cualquiera de ellos; una Wonder Girl ligeramente celosa supera su disgusto inicial por Arrowette y las dos se convierten rápidamente en amigas íntimas; La colegiala de Wonder Girl enamorada de Superboy lentamente comienza a convertirse en sentimientos genuinos compartidos entre ellos; el equipo en general generalmente encuentra la capacidad de confiar en Impulse a pesar de su carácter caprichoso, produciendo resultados mixtos en varias aventuras. Secreto, amnesia de su verdadera identidad e historia pasada. es aceptada por su naturaleza inocente y forma un parentesco con Wonder Girl y Arrowette, y más adelante en la serie se enamora de Robin. Aunque inicialmente existen ciertas tensiones dentro del grupo debido a sus diferentes actitudes, personalidades y diversas rivalidades mezquinas, los niños mantienen un aire predominantemente agradable y bromista entre ellos a pesar de sus riñas periódicas, y los seis rápidamente llegan a gustarse y convertirse amigos rápidos.
En sus primeras aventuras, el equipo se enfrentaba principalmente a amenazas de severidad variable; de la Mighty Endowed  , una arqueóloga llamada Nina Dowd ("N. Dowd") que se transformó en una figura felina muy pesada, demasiado bien dotada para soportar su propio peso, hasta el mortal Daño  , un aspirante a supervillano empeñado en luchar y asesinar a jóvenes metahumanos por "práctica", más tarde se reveló que era el hermano adoptivo de Secret en su vida anterior, responsable de su muerte y la subsiguiente transfiguración. YJ descubre y "adopta" el Superciclo , un vehículo inteligente capaz de volar desde Nuevo Génesis en el que confían como su principal medio de transporte. También son persuadidos persistentemente por los agentes de APES (Escuadrón de Aplicación de Todo Propósito) Donald Fite e Ishido Maad (acuñado libremente como "Fite n 'Maad" {escritor Peter David  , en una columna sobre bromas que no le permitieron hacer, reveló que había considerado nombrar a los dos "Nuck" y "Futz", pero había sido rechazado por los editores de DC a quienes no les gustaba la combinación "Nuck'n'Futz"}), actuando en nombre de la DEO, que aún intentaba recuperar el Secreto. A instancias de Secret, el equipo también se encarga de liberar a docenas de otros meta-humanos adolescentes detenidos en contra de su voluntad por el DEO.
Cuando Red Tornado se enfrenta a la pérdida de la custodia de su hija adoptiva, Traya, ante el gobierno estatal después de que su esposa, Kathy Sutton, se quede en coma, debido a la negativa del tribunal estatal a reconocer a Android como un padre legal, el Tornado desafía las Edicto, huyendo con su hija. Esto coloca a la Justicia Joven en una difícil situación cuando ayudan a escapar. Traya finalmente es devuelta a su madre después de que ella fue despertada de su coma por Secreto, mientras que el Tornado Rojo está temporalmente incautado. El equipo enfrenta complicaciones adicionales que los ponen en desacuerdo con el gobierno de los Estados Unidos cuando Arrowette, en un ataque de rabia vengativa, ataca y casi asesina a un hombre que había disparado y matado a un confidente cercano de Cissie en su escuela.
Esta situación se exacerba aún más cuando Young Justice, en un intento por liberar a Secreto que había sido capturado por el DEO, desfigura inadvertidamente el monte Rushmore. Estos eventos rápidamente aumentan las tensiones entre Young Justice y sus contrapartes adultas en la Liga de la Justicia, y una cantidad creciente de peticiones en Washington contra combatientes del crimen "menores de edad", estimulados por el recién formado equipo de compañeros de la Edad Dorada, Old Justice. Cissie, arrepentida por su falta de moderación y sintiéndose quemada por una vida que fue obligada principalmente por su madre, Cissie se retira cuando Arrowette abandona el equipo en medio de estos eventos, para su consternación. la mejor amiga Wonder Girl (que continuaría molestando continuamente a Cissie por un tiempo más tarde acerca de reincorporarse al equipo). En medio de estos eventos, Agenda, mientras que su homólogo villano, Match, se implanta dentro del equipo. Poco después se encuentran y son ayudados por una nueva y misteriosa heroína, la enigmática Emperatriz, que luego se reveló como Anita Fite , hija de Donald Fite, uno de los agentes que previamente había atormentado al equipo hasta este momento. El equipo pronto se convierte en el objetivo de un grupo de meta-humanos operado por el gobierno federal conocido como los Pointmen, y se ve obligado a huir de su sede en Happy Harbor, ahora oficialmente buscado por el gobierno.
Los problemas del equipo llegan a un punto crítico cuando todos los miembros de Young Justice, la Liga de la Justicia, la Sociedad de la Justicia, los Titans y varios otros héroes disfrazados se reúnen para abrir un diálogo entre los adultos y los héroes adolescentes. En una cadena de eventos catastróficos que involucran a Klarion the witch-boy , varios héroes y compinches han envejecido hasta la edad adulta o han envejecido hasta la adolescencia, debido a las maquinaciones de la Agenda, encabezada por la exesposa de Lex Luthor, Contessa Erica Alexandra del Portenza  , que había estado manipulando eventos desde el principio en un intento por desacreditar a todos los superhéroes disfrazados, jóvenes y viejos por igual, apuntando a la Justicia Joven y a los héroes adolescentes como el eslabón más débil de la cadena.
Durante esta crisis, mientras los héroes se dispersan para encontrar un cambio a la magia de Klarion, la novia de Superboy, Tana Moon ,  es brutalmente asesinada por un agente de la Agenda, marcando un punto de inflexión en la vida de Kid of Steel, y Wonder Girl comenzó a florecer en su papel. Como héroe, incluso abandonando su peluca. Jack Knight (Starman)  , impresionado con la competencia y la inteligencia que presenció en el entonces adulto Courtney Whitemore , el segundo niño con estrellas estelares, más tarde pasaría su Vara Cósmica y el manto Starman a Courtney, estimulando a la heroína precoz a convertirse más tarde en Niña estrella. La crisis también marcó la entrada de los futuros compañeros de equipo, Empress y un Lobo recién nacido (Li'l Lobo).
A raíz de estos eventos, la opinión pública negativa contra los jóvenes luchadores contra el crimen cede, y el equipo se reconcilia con sus amigos y mentores en la Liga de la Justicia y con el gobierno. Superboy pierde temporalmente sus poderes pero recupera su capacidad para envejecer normalmente. El equipo traslada su sede a un hotel abandonado en Castkills y se toma un permiso de ausencia temporal para recuperarse, lo que permite que un equipo sustituto compuesto por Chico Bestia , Flamebird ,  Batgirl , Capitán Marvel Jr. y Lagoon Boy  se complete brevemente. mientras intervienen en una batalla real entre Klarion y Li'l Lobo.
Cuando Cissie es seleccionada para representar a los Estados Unidos en los juegos de tiro con arco de los Juegos Olímpicos de verano de 2000 alentando a su madre, el equipo la acompaña a Australia y hace un esfuerzo por sabotear los juegos de la nación criminal de Zandía. Cissie, un tirador natural, gana la medalla de oro para los EE. UU., Ganando efectivamente su estatus de celebridad sin la necesidad de su identidad heroica. Se unieron una vez más con Empress, finalmente aprendiendo su verdadera identidad, para gran disgusto de Anita. La Justicia joven se calienta rápidamente con la mística joven y la acoge dentro de sus filas, aunque Cissie inicialmente rechaza a Anita por resentimiento hacia sentirse reemplazada.
Más tarde, el equipo realiza una expedición al espacio exterior a instancias de Doiby Dickles, el excompañero de Green Lantern Alan Scott, y antiguo miembro de Old Justice, para liberar a su anterior Myrg del mundo de origen de las fuerzas invasoras. En esta aventura se encuentran una vez más con Li'l Lobo, quien acepta unirse a ellos por la expectativa de violencia. Robin, a regañadientes, permite que el equipo acepte la ayuda de Lobo en este caso, principalmente por el deseo de tener alguna oportunidad de igualar sus probabilidades de éxito. Después de liberar a Myrg y regresar a casa (después de otra breve excursión a Nuevo Génesis, en la que Secret se encuentra y, sin saberlo, establece una relación con el despótico Darkseid ), Lobo continúa ejerciendo su presencia con Young Justice y participando en sus aventuras sin ninguna razón real que cualquiera dentro del grupo pueda discernir, aunque nunca es aceptado oficialmente como miembro. Desarrolla una atracción por la emperatriz; Anita, ligeramente interesada pero en su mayoría apática, se ve obligada a ir a una cita con él en algún momento.
Más tarde, el universo se enfrenta a la doble amenaza de la aniquilación inminente a manos de Imperiex y la conquista / esclavitud a manos de Brainiac 13 . Se forman muchas alianzas tenues, particularmente entre el presidente de los Estados Unidos, Lex Luthor y la Liga de la Justicia, así como la Tierra y el mundo oscuro, Apokolips. En medio de la guerra intergaláctica, Young Justice está incluido en el combate estrictamente con fines de búsqueda y rescate. Después de que se reveló que Batman mantenía extensos e invasivos informes sobre sus compañeros de equipo en la Liga de la Justicia con el fin de neutralizarlos y someterlos en caso de que alguno de ellos se convirtiera en delincuente, sospechas similares de Robin habían comenzado a circular entre sus compañeros de equipo en Young Justice.
Cuando el equipo se cae y se queda varado en Apokolips, las tensiones estallan entre Superboy y Robin y esas sospechas se revelan cuando Superboy, Wonder Girl, Impulse y Cissie expresan su preocupación por la confianza, dejando al equipo dividido. El grupo está de acuerdo en dejar de lado el asunto por el momento mientras intentan salir de Apokolips. El equipo rápidamente comienza a dibujar fuego enemigo; El impulso se deja temblar y se traumatiza temporalmente cuando uno de sus "exploradores" de supervelocidad ("clones vibracionales" que Impulse aprendió a hacer de sí mismo y que podía funcionar de manera independiente durante cortos períodos de tiempo) muere en la línea de fuego, lo que le da al héroe indiferente un dura confrontación con su propia mortalidad; Li'l Lobo es casi aniquilado por los parademonios finalmente rematado por el Black Racer. El resto del equipo se toma cautivo y se pone al cuidado de Granny Goodness, donde ella y sus Furias femeninas las someten a varias formas crueles de tortura mental. Se toma secreto para conversar con Darkseid, que se había interesado en la heroína joven poderosa, pero ingenua, la última vez que se habían encontrado. Darkseid le informa que es un secreto, que recientemente comenzó a aprender más sobre sus poderes y sus conexiones con la vida futura y que, en consecuencia, comenzó a reflexionar sobre su verdadera naturaleza. Justicia joven finalmente se libera de la abuela . Es cautivo y ataca a sus atormentadores antes de hacer otro intento desesperado de escapar. Debido a la capacidad de Li'l Lobo para replicar clones de sí mismo por cada gota de su sangre derramada, el equipo cuenta con la ayuda de un ejército de clones Lobo que se desatan en las fuerzas apokoliptianas. Luchan contra todos y todo lo que los rodea antes de enfrentarse y matarse entre sí hasta el último Lobo sobreviviente. El equipo finalmente hace bien su escape de Apokolips en medio del caos, con la ayuda de un Lobo adolescente genéticamente inferior adicional.Eso había permanecido oculto de la lucha en su nave espacial. Avergonzado por su percibida inferioridad y cobardía, este Lobo menos imponente y menos amenazador se llama a sí mismo "Slo-Bo". El equipo, que había sido catalogado como desaparecido en acción por algún tiempo, finalmente regresó a la Tierra a salvo unos días después de que la Guerra Imperiex finalmente hubiera terminado, de forma colectiva e individualmente sacudida por su experiencia en la guerra.
A raíz de esta aventura, por primera vez asustado por su vida, Impulse decide abandonar el equipo, retirándose de su vida de superhéroe. Se le une Robin, quien decide romper los lazos con el equipo por los sentimientos heridos infligidos por los compañeros de equipo que siente que ya no confían en él. Después de la pérdida de dos miembros fundadores, se les unió la ex mascota de la Liga de la Justicia, Snapper Carr  quien se compromete a asumir el puesto de mentor de Red Tornado; Con su propia forma única de consejo, Snapper intenta ayudar a los miembros restantes a volver a poner los pies en el suelo. Para reafirmar sus rangos, el equipo pronto recluta al viejo Ray como su miembro más nuevo. Mientras tanto, en un esfuerzo por ayudar a Secret a aceptar su trágico pasado y mitigar sus inquietudes sobre lo que ella considera su "verdadera naturaleza", Snapper hace que Suzie sea aceptada por el Specter Hal Jordan en calidad de mentor. Los detalles completos de su vida y su muerte salen a la luz, así como su papel de "guardián" entre el reino de los muertos y los vivos. Nunca se le muestra divulgando la información de su origen a sus compañeros de equipo, aunque sí les proporciona su verdadero nombre, Greta Hayes.
Impulse y Robin regresan más tarde en sus identidades civiles cuando Bedlam, una vez más, recrea el mundo para adaptarse a su voluntad. En esta nueva realidad, Young Justice consiste en parodias distorsionadas, y en algunos casos amorales, de su ser real. Reunidos con Bart Allen y Tim Drake, Young Justice logra derrotar a Bedlam una vez más y restaurar la realidad a su estado legítimo.
Con YJ una vez más en plena vigencia, el equipo decide votar quién debe convertirse en el líder del equipo; tras el regreso de Robin, cuestionan si merece o no la posición de líder, particularmente a la luz de haber renunciado tan abruptamente al equipo. Al final, Wonder Girl, habiéndose convertido en una heroína competente y sensata desde sus días más incómodos, escondiéndose debajo de su peluca y sus gafas, y también habiendo seguido con el equipo durante todo el año desde que comenzó, gana la elección. y recibe todas las bendiciones del exlíder, Robin. Aunque Robin pierde su posición de liderazgo, continúa actuando como la principal mente táctica del equipo, similar al rol de Batman en el JLA.
Wonder Girl asume la responsabilidad justo a tiempo para llevar a Young Justice a su próximo desafío. Cuando el padre de la emperatriz es secuestrado y asesinado por su abuelo supervillano, Agua Sin Gaaz, un residente prominente y poderoso de la nación de Zandía, poblada principalmente de criminales, Justicia Joven reúne a una legión de jóvenes héroes para ayudar en la aprehensión de Sin Gaaz, incluyendo Stargirl, Jakeem Thunder, Lagoon Boy, Kid Devil y docenas de otros. El asalto a Zandía se encuentra con un conjunto igualmente asombroso de villanos, lo que resulta en una batalla real sin límites. La emperatriz se enfrenta a Sin Gaaz, pero el villano es derrotado y asesinado por Bonnie King-Jones , pasando como su propia hija. Después de la muerte de Sin Gaaz, la Emperatriz queda al cuidado de dos bebés recién nacidos creados repentinamente en su laboratorio: las reencarnaciones de los padres fallecidos de Anita.
Luego, mientras Young Justice se prepara para mejorar su imagen y expandirse al aceptar protagonizar un nuevo reality show, Secret se entera de que su padre pronto será sentenciado a muerte por el asesinato de su hermano, Harm.Ella le pide ayuda a sus compañeros de equipo para sacarlo de la cárcel. Cuando se niegan y luego la condenan después de liberar a su padre de todos modos, un Secreto traicionado irrumpe en un ataque de ira, ataca violentamente a sus amigos y acepta abandonar la Tierra para Apokolips con Darkseid, por fin cediendo ante su oferta de tutela. Con Secret ahora al servicio de uno de los mayores adversarios de la humanidad, y ahora totalmente en control de su vasto poder que la vincula con el abismo, el equipo se prepara con aprensión para enfrentarse a su antiguo amigo. Impulse confiesa su miedo por su propia falta de respeto por su propia vida; La emperatriz, ahora a cargo de dos recién nacidos, enfrenta la posibilidad de que su carrera como superhéroe haya terminado; Slo-Bo, con su cuerpo físicamente inferior, está comenzando a degradarse lentamente; Cissie al fin establece la paz con su madre; y Superboy y Wonder Girl finalmente confiesan sus sentimientos el uno por el otro. Cuando Secreto finalmente ataca en una confrontación final condenando a sus amigos por haberle fallado, Robin admite sus fallas y apela a la razón y la bondad interior de Secret. Al romper en llanto y renunciar a las personas que había consumido previamente, El secreto es confrontado y despreciado por un Darkseid enojado. Slo-Bo intenta atacar al Nuevo Dios pero aparentemente es destruido por un disparo del Efecto Omega de Darkseid. Darkseid luego usa su Efecto Omega para quitarle el Secreto de su inmortalidad y su poder como castigo por su traición; Irónicamente, todo esto era un Secreto realmente anhelado todo el tiempo. Slo-Bo, en lugar de ser asesinado por Darkseid, fue arrojado al lejano futuro, donde está (conscientemente) encarcelado como una estatua en el cuartel general de la Cueva del Joven Juez del 853. Esto era todo el Secreto realmente anhelado por todo el tiempo. Slo-Bo, en lugar de ser asesinado por Darkseid, fue arrojado al lejano futuro, donde está (conscientemente) encarcelado como una estatua en el cuartel general de la Cueva del Joven Juez del 853. Esto era todo el Secreto realmente anhelado por todo el tiempo. Slo-Bo, en lugar de ser asesinado por Darkseid, fue arrojado al lejano futuro, donde está (conscientemente) encarcelado como una estatua en el cuartel general de la Cueva del Joven Juez del 853.
Más tarde, una reunión de negocios informal con una fuente potencial de dinero y los Titans se desorientan cuando los dos equipos son atacados por un androide (vea Indigo) del futuro, dejando a Empress, Argent, Cyborg y Jesse Quick hospitalizados. Luego de seguir con la situación, el androide involuntario activa un androide de Superman inactivo que se había dejado al cuidado de los laboratorios STAR. El androide Superman resulta ser hostil, y el choque resultante lleva a la muerte de los antiguos Titans Lilith y Donna Troy, dejando a ambos equipos devastados. Wonder Girl, enfurecida por no poder salvar a ninguno de los dos y particularmente triste por la pérdida de su amiga y antecesora, llega a verse a sí misma ya Young Justice ineficaces como héroes, y se aleja de sus compañeros de equipo. La justicia joven finalmente se disuelve. Los niños
Mientras tanto, Ray se une a los nuevos Freedom Fighters, mientras que Snapper Car se une a Checkmate . Secreto, sin poderes, se retira del mundo de superhéroes para asistir a la escuela con Cissie y Wonder Girl. La emperatriz también se jubila, pero ocasionalmente vuelve a ponerse su disfraz y se une brevemente con Supergirl. Tornado rojo más tarde se une a la Liga de la Justicia. El Superciclo ha desaparecido sin dejar rastro.

## Wonder Comics
De la mano de Brian Michael Bendis vuelve el equipo con el sello Wonder Comics y con nuevos y antiguos integrantes : Robin (Tim Drake) , Superboy (Kon-El) , Impulso (Bart Allen) , Wonder Girl (Cassie Sandsmark) , Teen Lantern , Jinny Hex y Amatista
Esta nueva historia girará en torno a Amatista y su mundo (Gemworld) , cuando este reino de pesadilla invade Metrópolis, estos héroes adolescentes se reúnen para enfrentar la situación, pero se sorprenden al descubrir que la batalla puede ser la clave para el regreso de Conner Kent, también conocido como Superboy .Esta mezcla de favoritos de los fanáticos y nuevos héroes legados será el punto central de algunos de los eventos más importantes en DC

## Premios
El número 1.000.000 de la serie fue parte del argumento DC One Million, que arrasó con los votos del Premio de los Fanes de la Comics Buyer's Guide por Historia Favorita de 1999. Dicha historia involucraba a la Justice Legion T, un trío de héroes jóvenes del siglo 853: Robin el Juguete Maravilla (un Robin robot), Superboy O.M.A.C. (abreviatura inglesa para 'Un Millón de Clones Originales', jugando con el personaje clásico OMAC) e Impulso (un ser de energía influenciado por la Fuerza de la Velocidad, presuntamente con el carácter de las personas que usaron el nombre de Impulso, o quizá la manifestación viviente de los pensamientos al azar perdidos en la Fuerza de la Velocidad).

## Adaptación a serie de TV
La serie de televisión homónima estadounidense fue creada por Greg Weisman y Brandon Vietti de Cartoon Network. A pesar de su título, no es una adaptación de Todd Dezago y Todd Nauck's (creadores del cómic), sino más bien, una adaptación de todo el Universo DC, con especial atención a los jóvenes superhéroes. La serie sigue las vidas de los héroes adolescentes (algunos de ellos compinches) que son miembros de una ficticia operación encubierta del equipo -llamada Young Justice- de su famosa contraparte adulta, la Liga de la Justicia. El escenario principal es el universo de ficción de la Tierra-16, durante un periodo de tiempo en los que los superhéroes son un fenómeno relativamente reciente.